# Траурные какаду
Тра́урные какаду́, или чёрные какаду́, или во́роновые какаду́ (лат. Calyptorhynchus), — род птиц из семейства какаду.

## Внешний вид
Довольно крупных размеров, примерно с ворону. У этих попугаев очень длинные и острые крылья, ноги очень сильные, хвост широкий и длинный. Клюв большой и сильно согнутый. Оперение у них мягкое, на затылке имеется хохол из длинных перьев.

## Распространение
Обитают в Австралии и Тасмании.

## Образ жизни
Населяют густые тропические леса. Ловко, но медленно лазают по деревьям, на земле очень неповоротливы и неловки.

## Размножение
Гнездятся в дуплах деревьев, выстилая дно щепками.

## Содержание
В домашнем содержании встречаются редко. Способность их к обучению «разговорной речи» развита слабо. Содержат их любители природы в основном за красивую окраску оперения.

## Классификация
Род включает в себя 2 вида. 
- Траурный какаду Бэнкса Calyptorhynchus banksii (Latham, 1790)
- Буроголовый траурный какаду Calyptorhynchus lathami (Temminck, 1807)

Ещё три вида, ранее относимых к траурным какаду, современные орнитологи выделяют в род Zanda.
- Белоухий траурный какаду Zanda baudinii Lear, 1832
- Траурный какаду Zanda funerea (Shaw, 1794)
- Белохвостый траурный какаду Zanda latirostris Carnaby, 1948